# 21世紀の森と広場

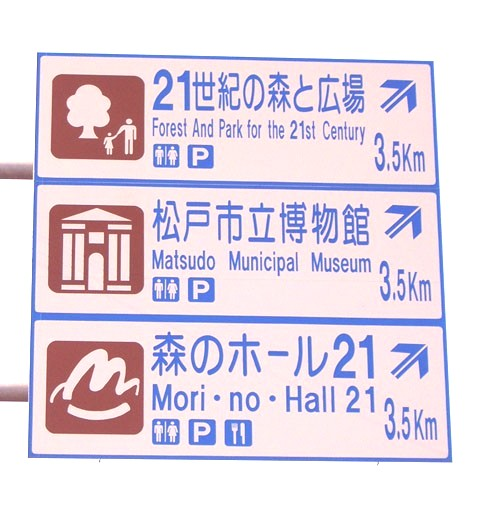
「21世紀の森と広場」と周辺施設の案内

21世紀の森と広場（にじゅういっせいきのもりとひろば）は、千葉県松戸市にある公園。湿地帯や森林といった、昔からある自然を生かした自然尊重型の「都市公園」を理念としてつくられた。オープンは1993年4月29日（旧みどりの日）。

## 概要
公園の基調となる概念は「千駄堀の自然を守り育てる」。都市公園化の際、小川を舗装して親水公園化したり、芝生広場を造成するために湿地帯の埋め立てなどの大掛かりな整備工事が行われたため、千駄堀の自然を最大限残した自然公園化を求める市民との間で議論があった。
道路（都市計画道路横須賀紙敷線）が公園を貫通し、公園の谷を越える大きなアーチ橋がランドマークとなっている。松戸市立博物館・森のホール21が公園内に隣接する。広大な芝生広場と、千駄堀池にくる野鳥などを観察できる自然観察舎、散策路が整備されている。また、バーベキューもできる森、農園などがある。
学校などの団体の遠足や親子連れの行楽客、ピクニックの人々が訪れる。
市立博物館からの入園も可能。東京ドーム11個分の広さがある。千駄堀池は東京ドーム約1個分。ペット及び自転車は入園不可（野生動植物保護のため）。動植物保護のため、ゴミは持ち帰り（園内にゴミ箱は無い）。
中央口の下から森のホール21へ（BIF - 1F）、松戸市立博物館へ（B1F - 1F）、エレベータと階段がある。

## コスプレも可能
松戸市が「コスプレにやさしい街」による町おこしを行っており、事前に手続きをすることでコスプレをして公園を利用することも可能となっている。
集団でコスプレを楽しむ若者も増えている。

## 各種イベント会場として
- 4月29日 - 「緑と花のフェスティバル」（雨天決行）
- 5月3日 - 「松戸市こども祭り」（雨天の場合は翌日）
- 11月23日 - 「まつど大農業まつり」

など。日程は変更される場合もあるので事前に確認のこと。

## 施設等
園内へは、中央口、北口、西口、南口、があり、夜間は閉鎖される。
- 自然観察舎
- 森の工芸館
- パークセンター
- カフェテラス
- 里の茶屋
- 売店
- アウトドア受付棟（バーベキュー場、野外キャンプ練習場）

## 周辺施設
- 松戸市立博物館
- 森のホール21
- 千葉県立西部図書館

## ギャラリー

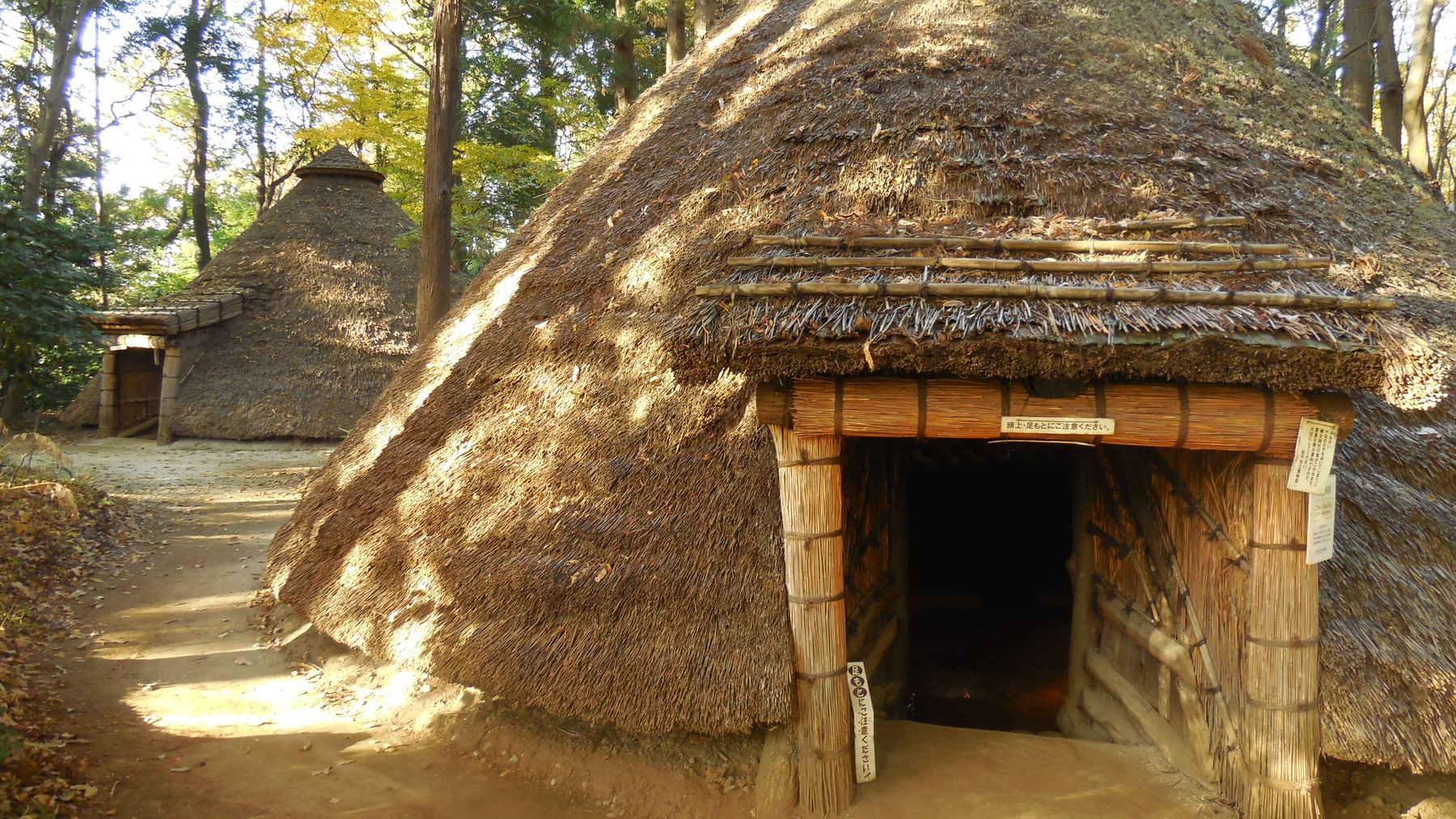
縄文時代の住居を再現・内部の見学可能
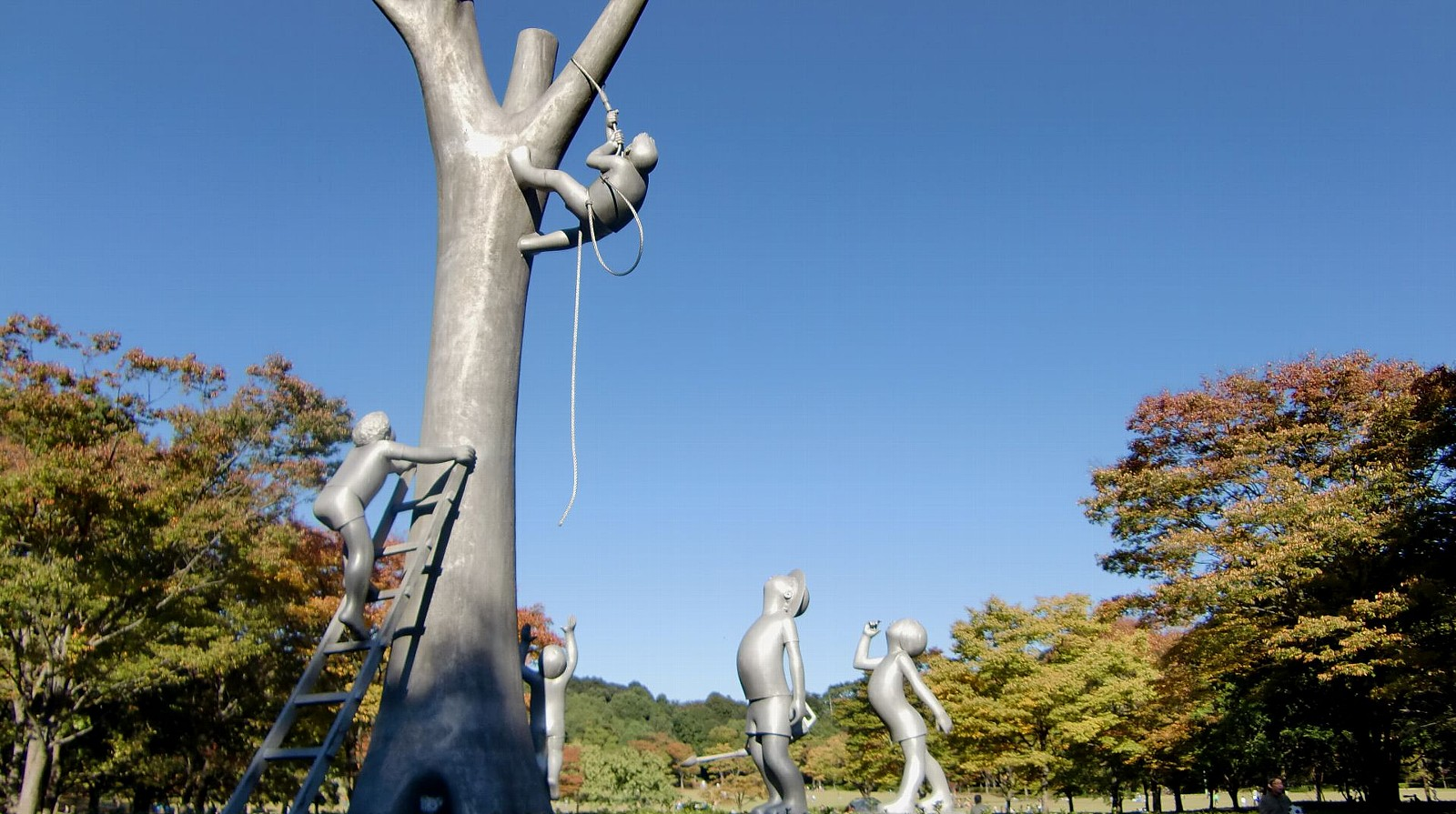
公園のシンボルである彫像
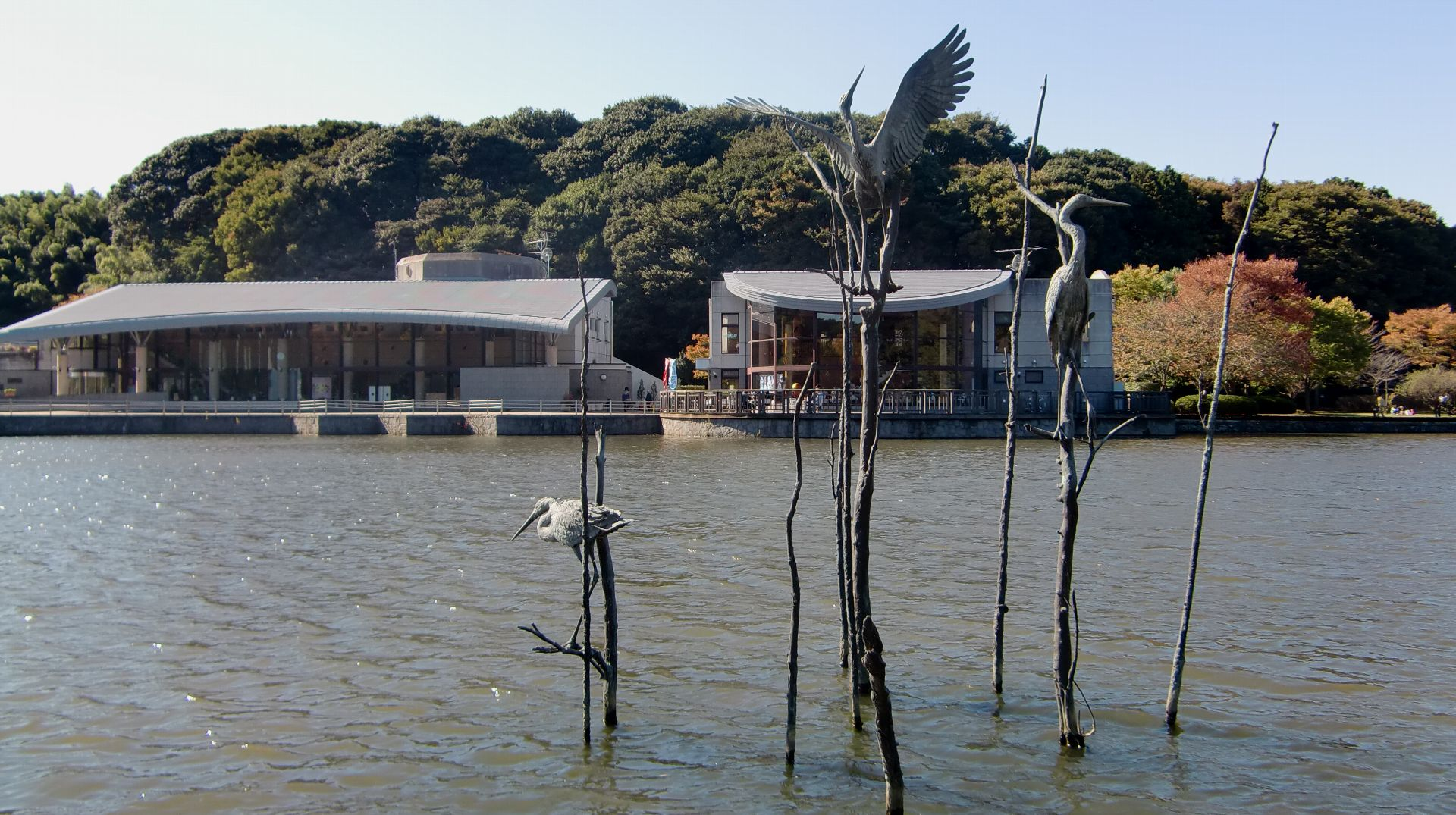
パークセンターの外観
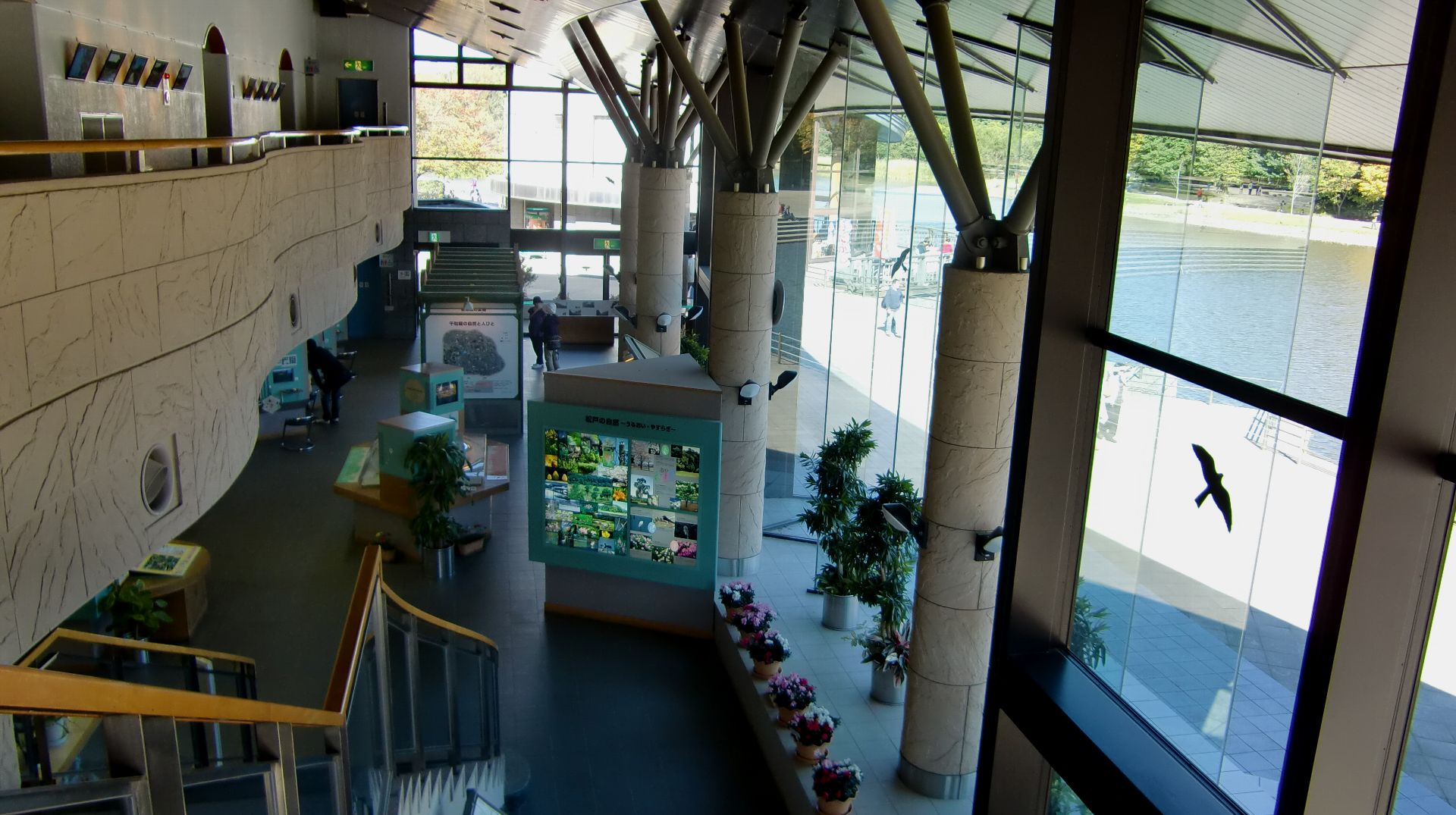
パークセンター内
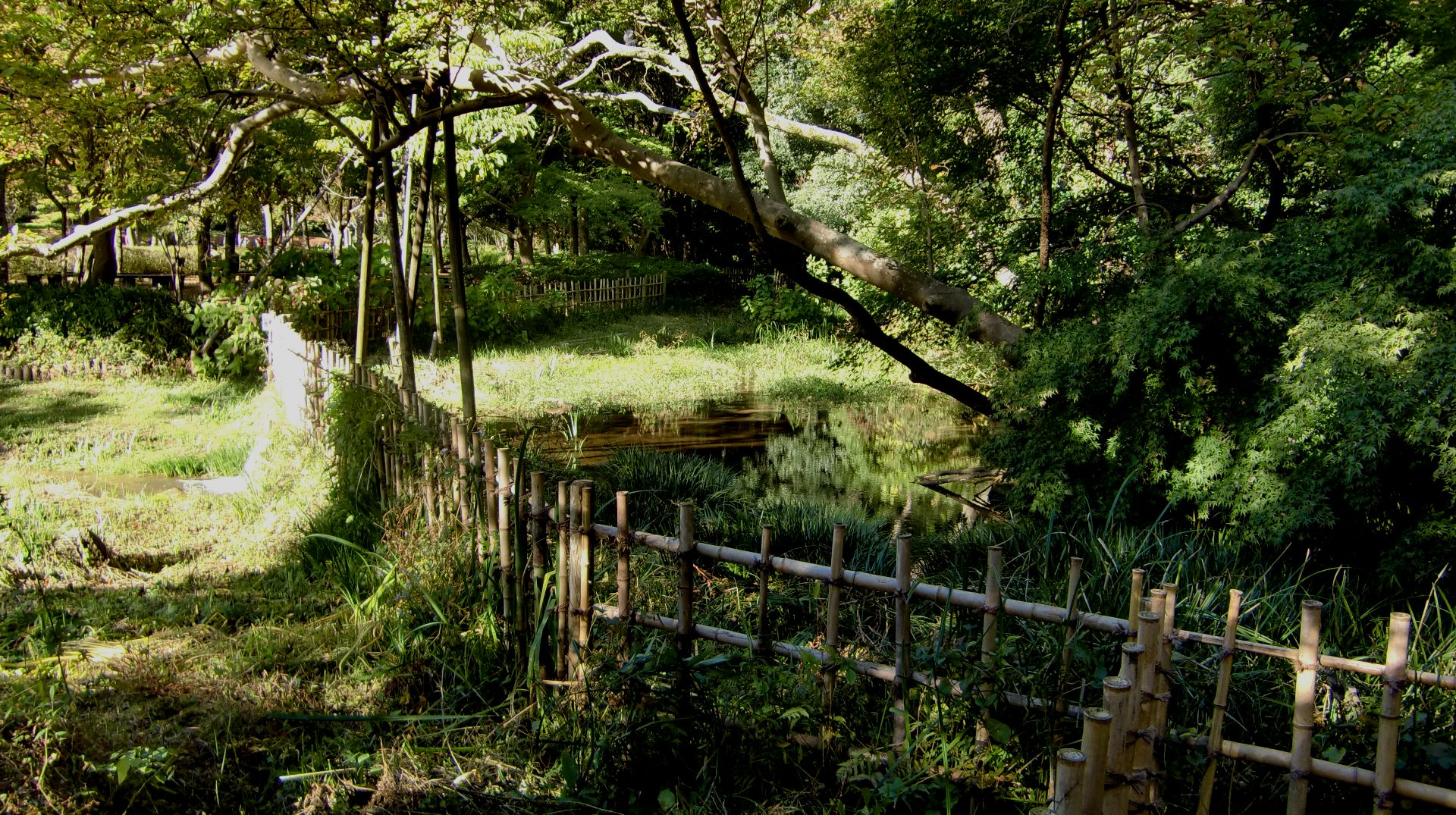
豊かな水と緑
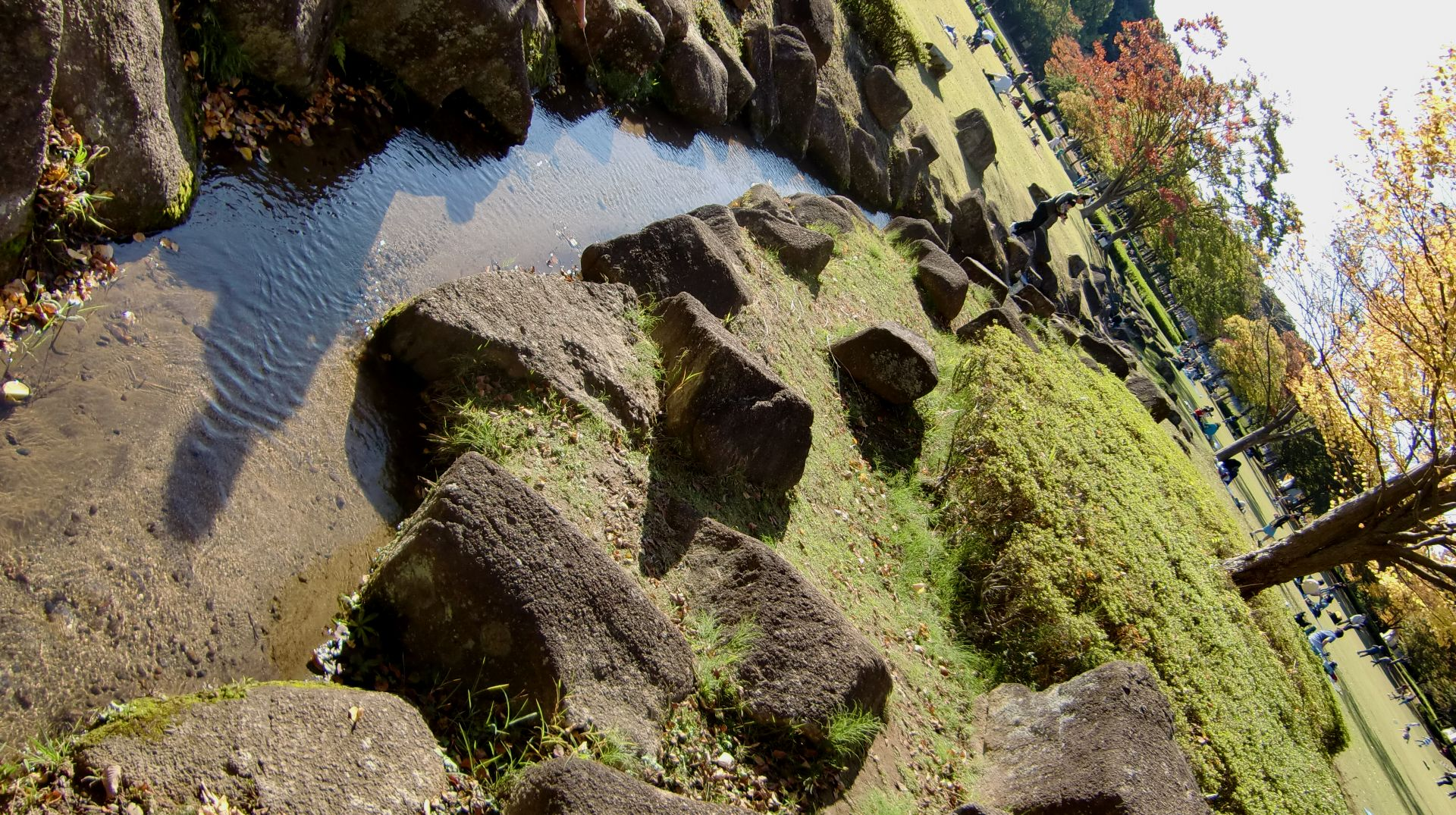
水の流れる情景
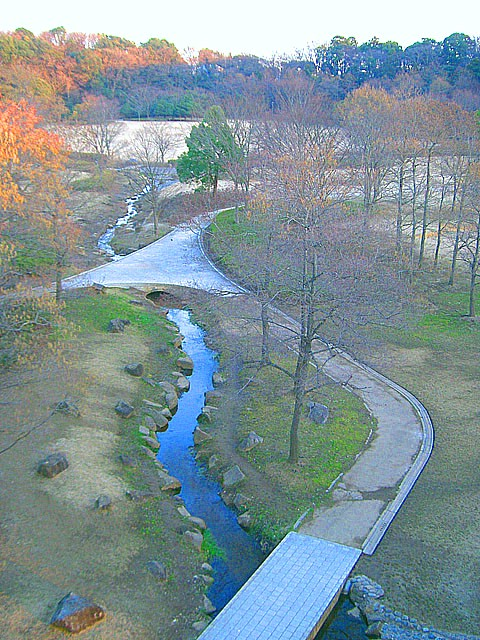
水の流れる情景（公園を貫通するアーチ橋より）
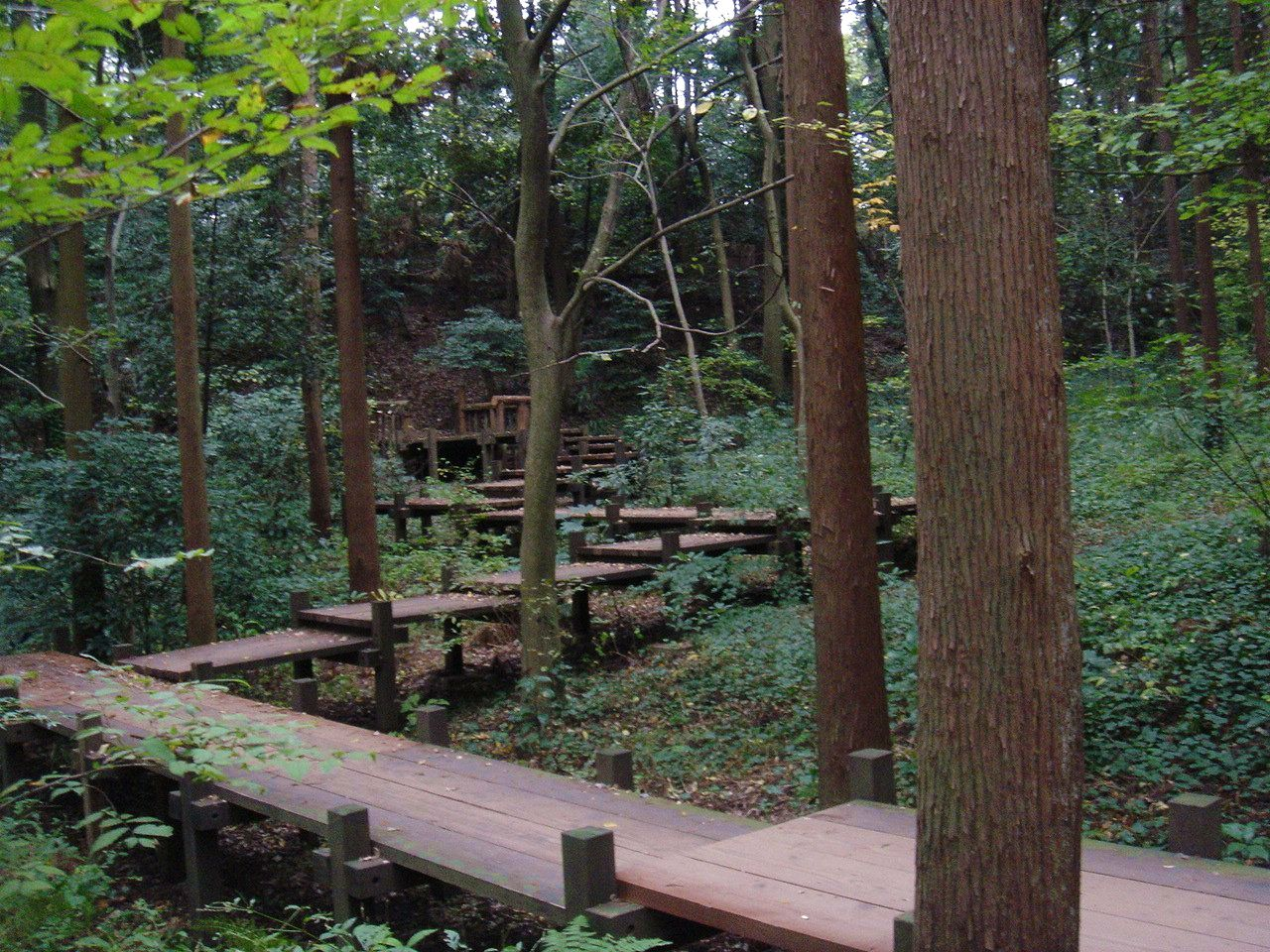
深い緑と木の通路
- 公園の中